# Koch Island
Koch Island is een arctisch eiland in Canada. Het ligt ten oosten van Jens Munkeiland en ten westen van het vasteland van Nunavut.